# Hollywood (Africa)
Pour les articles homonymes, voir Hollywood (homonymie).
Singles de Red Hot Chili Peppers
Catholic School Girls Rule
(1985) Fight Like a Brave
(1987)
Hollywood (Africa) est une chanson des Red Hot Chili Peppers et quatrième extrait de l'album Freaky Styley. Cette chanson est une reprise de « Africa » du groupe The Meters, sur laquelle George Clinton, le producteur, a proposé à Anthony Kiedis de réécrire des paroles en parlant de « (leur) Afrique à (eux), Hollywood ».